# Whippomorfs
Els whippomorfs o cetancodonts (Whippomorpha o Cetancodonta) és un clade que comprèn els cetacis i els seus parents més propers, els hipopotàmids. És un subclade dels artiodàctils, que també inclou els porcs, els camèlids i els remugants. A través de l'estudi dels fòssils, no hi ha actualment prou restes que permetin mostrar quan divergiren les dues línies evolutives, però les proves genètiques mostren aquest cladograma.